# Diseño de interacción
Diseño de interacción, a menudo abreviado como IxD, está definido como "la práctica de diseñar productos digitales interactivos, entornos, sistemas, y servicios.":xxxi,1 Mientras el lado digital de esta declaración es cierto, diseño de Interacción es también válido cuándo se ha creado un espacio físico (no-digital) como productos, cubriendo la ideología de cómo un usuario puede interactuar con él. Temas comunes que diseño de interacción es más a menudo asociado con incluir diseño, interacción de ordenador humano, y desarrollo de software. Mientras diseño de interacción tiene un interés en forma (similar a otros campos de diseño), su área principal de restos de focos encima comportamiento.:1 Más que analizar cómo las cosas son, diseño de interacción sintetizadas y cosas imaginadas cuando pueden o no ser. Este elemento de diseño de interacción es qué claramente marca IxD como un aspecto de un campo de diseño como opuesto a una ciencia o campo de ingeniería.:xviii
Mientras disciplinas como la ingeniería de software tiene un fuerte enfoque en el diseño para las partes técnicas de un proyecto, diseño de interacción es más orientado hacia satisfacer las necesidades y deseos de la mayoría de usuarios de un producto dado.:xviii

## Historia
El término diseño de interacción fue primero acuñado por Bill Moggridge y Bill Verplank en mitad de los 80s, pero pasaron 10 años antes de que el concepto empezara a arraigar.:xviii Para Verplank, fue una adaptación del término informático diseño de interfaz de usuario para la profesión del diseño industrial. Para Moggridge, se trataba de una mejora con respecto a soft-face, que él mismo había acuñado en 1984 para referirse a la aplicación del diseño industrial a productos que contenían software.
Los primeros programas en diseño de tecnologías interactivas fueron el Visible Language Workshop, iniciado por Muriel Cooper en el MIT en 1975, y el Programa de Telecomunicaciones Interactivas fundado en la NYU en 1979 por Martin Elton y posteriormente dirigido por Red Burns.
El primer programa académico oficialmente llamado "Diseño de Interacción" fue establecido en la Universidad Carnegie Mellon en 1994 como una Maestría en Diseño de Interacción. En un principio, el programa se centró principalmente en las interfaces de pantalla, antes de pasar a poner un mayor énfasis en los aspectos de "visión de conjunto" de la interacción: personas, organizaciones, cultura, servicio y sistema.
En 1990, Gillian Crampton Smith fundó la Maestría en Computer Related Design (Diseño Relacionado con la Computadora) en el Royal College of Art (RCA) de Londres, la cual se convirtió en 2005 en Diseño de interacción, dirigida por Anthony Dunne. En 2001, Crampton Smith ayudó a fundar el Interaction Design Institute Ivrea (IDII), un pequeño instituto en la ciudad natal de Olivetti en el norte de Italia, dedicado exclusivamente al diseño de interacción. El instituto se trasladó a Milán en octubre de 2005 y se fusionó con la Academia Domus. En 2007, algunas de las personas involucradas originalmente con el IDII crearon el Copenhagen Institute of Interaction Design (CIID). Después de Ivrea, Crampton Smith y Philip Tabor añadieron el tema de Diseño de Interacción (IxD) en la carrera de Comunicación Visual y Multimedia en Iuav, Universidad de Venecia, Italia, entre 2006 y 2014.
En 1998, la Swedish Foundation for Strategic Research (Fundación sueca para la Investigación Estratégica) fundó El Instituto Interactivo - un instituto sueco de búsqueda en el campo de diseño de interacción.
Hoy, Diseño de Interacción está enseñado en muchas escuelas en todo el mundo. Es también un tema frecuentemente hablado en conferencias como Gamification 2013 celebradas en la Universidad de Waterloo Stratford Campus, donde el autor Stephen P. Anderson de Interacción de Diseños, con un nuevo enfoque para el diseño de sitios y las interacciones basadas en las etapas de la seducción.

## Metodologías

### Objetivo-diseño orientado
Objetivo-orientado al Diseño (u Objetivo-diseño™ Dirigido) "está preocupado más significativamente con satisfacer las necesidades y deseos de las personas quién interaccionará con un producto o servicio.":xviii
Alan Cooper argumenta en El Inmates Area Running the Asylum que es necesario tomar una aproximación nueva de software interactivo basado en problemas solucionados.:1 Los problemas que se enfrentan con el ordenador en el diseño basado en las interfaces son fundamentalmente diferentes de los retos que se afrentan cuando diseñando interfaces para productos que no incluye software (p. ej. martillos). Alan introduce el concepto de fricción cognitiva, por el cual tratamos cosas como humanos cuándo son significativamente bastante complejos que podemos no siempre entender cómo ellos se comportan. Las Interfaces de ordenador son suficientemente complejas cuando son tratadas de este modo.:22
Actualmente, el problema común-solucionado es la aproximación orientada hacia solucionar problemas individuales de la perspectiva de un empresarial u otro interesó partidos. Aun así, para conseguir buenas prácticas para que solucionan problema, está argumentado que verdaderamente tenemos que entender los objetivos personales y objetivos de un usuario primero.

### Personas
Personas son arquetipos que describe los varios objetivos y patrones de comportamiento observado entre nuestros usuarios potenciales y clientes.
Una persona encapsulada y explica el dato conductista más crítico en una manera que diseñadores y los interesados puede entender, recordar, y relacionarlas. A diferencia de listas sencillas de hallazgos u otros tipos de modelos, personas uso de la narración para comprometer los aspectos sociales y emocionales de nuestros cerebros, el cual ayuda a miembros de equipo que visualizan el comportamiento de producto mejor o ver por qué el diseño recomendable es exitoso.

### Dimensiones cognitivas
El marco de las dimensiones cognitivas proporciona un vocabulario especializado para evaluar y modificar las soluciones de diseño particulares. Las dimensiones cognitivas están diseñadas como un enfoque ligero para el análisis de una calidad de diseño, en lugar de una descripción detallada en profundidad. Ellas proporcionan un vocabulario común para la discusión de muchos factores en la notación, la interfaz de usuario o el diseño de lenguajes de programación.
Las dimensiones cognitivas proporcionan descripciones de alto nivel de la interfaz y la forma en que el usuario interactúa con él ; ejemplos incluyen la consistencia, la propensión a errores, operaciones mentales duras, viscosidad o compromiso prematuro. Estos conceptos ayudan a la creación de nuevos diseños a partir de los ya existentes a través de maniobras de diseño que alteran la posición del diseño dentro de una dimensión particular.

### Diseño de interacción afectiva
A lo largo del proceso de diseño de interacción, los diseñadores deben ser conscientes de aspectos claves en sus diseños que influyen en respuestas emocionales en usuarios objetivo. Por ejemplo, la necesidad de productos para transportar emociones positivas mientras evitando negativos unos es crítica para del éxito de producto. Otros aspectos a considerar que incluyen motivación, aprendizaje, creativo, social, y las influencias persuasivas . Un método que puede ayudar a transportar tales aspectos es el uso de interfaces expresivas. En software, por ejemplo, el uso de iconos dinámicos, las animaciones y el sonido pueden ayudar comunicar un estado de operación, por ello creando un sentido de interactividad y retroalimentación. Aspectos de la interfaz tales como fuentes, paletas de color, y los diseños gráficos también pueden influir en la eficacia percibida de una interfaz ; de hecho, los estudios han mostrado que los aspectos afectivos pueden afectar la percepción de un usuario de usabilidad.
Existen teorías emocionales y de placer para explicar las respuestas de las personas al uso de productos interactivos. Estos incluyen el modelo emocional de Don Norman, el modelo de placer de Patrick Jordania, y la tecnología de McCarthy y Wright cuando marco de Experiencia.

## Las cinco dimensiones
Las dimensiones de diseño de interacción se introdujeron por primera vez en la introducción del libro de Moggridge que Diseña Interacciones. Gillian Crampton Smith escribió que el diseño de interacciones se basa en cuatro lenguas de diseño, 1D, 2D, 3D, 4D. Kevin Plata más tarde propuso la quinta dimensión, el comportamiento.

### 1D: Palabras
Esta dimensión definen las interacciones, tales que las palabras son la interacción que los usuarios interaccionan con.

### 2D: Representaciones visuales
Las representaciones visuales son los elementos de una interfaz que el usuario interacciona con; estos pueden incluir pero no es limitan a "tipografía, esquemas, iconos, y otro gráficos".

### 3D: Objetos físicos o espaciales
La tercera dimensión de diseño de interacción define los objetos o el espacio "con el cual o dentro de los cuales interactúan los usuarios".

### 4D: Tiempo
El tiempo con el qué o durante el cual el usuario interacciona con la interfaz es la cuarta dimensión . Un ejemplo de este incluye "contenido que cambia con el tiempo como sonido, vídeo o animación".

### 5D: Comportamiento
La dimensión final, comportamiento, define las acciones de usuarios en reacción a la interfaz y cómo responden a él.

## Asociación de Diseño de la interacción
La Asociación de Diseño de Interacción (IxDA) fue creada en 2003 para servir a la comunidad internacional de Diseño de Interacción. Actualmente, la organización cuenta con más de 80,000 miembros y más de 173 grupos locales alrededor del mundo. IxDA organiza Interaction, la conferencia anual de diseño de interacción, y los premios Interaction Awards.

## Disciplinas relacionadas
Diseño industrial
Los principios básicos de diseño industrial se suponen con aquellos de diseño de interacción. Los diseñadores industriales utilizan su conocimiento de forma física, el color, la estética, el deseo y la percepción humana, la facilidad de uso para crear un ajuste de un objeto con la persona que lo utiliza.
Ergonomía y factores humanos
Ciertos principios básicos de ergonomías proporcionan conectan para el diseño de interacción. Estos incluyen antropometría, biomecánica, Quinesiología, fisiología y psicología que se relacionan con el comportamiento humano en el entorno construido.
Psicología cognitiva
Ciertos principios básicos de la psicología cognitiva proporcionan conexión de tierra para diseño de interacción. Estos incluyen modelos mentales, mapeo, metáforas de interfaz, y affordances. Muchos de estos están establecidos en el libro influyente de Donald Norman El Diseño de Cosas Diarias.
Interacción de ordenador humano
La investigación académica en interacción de humano-ordenador (HCI) incluye métodos para describir y poner a prueba la capacidad de uso de interactuar con una interfaz, tales como dimensiones cognitivas y el recorrido cognitivo.
Investigación de diseño
Los diseñadores de interacción suelen ser informados a través de ciclos iterativos de investigación del usuario. La investigación de usuario suele identificar las necesidades, motivaciones y comportamientos de usuarios finales. Diseñan con un énfasis en los objetivos de usuario y experiencia, y evaluar diseños en plazos de uso y la influencia afectiva.
Arquitectura
Como diseñadores de interacción cada vez más tratan con la computación ubicua y la computación urbana, la capacidad de los arquitectos para hacer, sitio, y crear el contexto se convierte en un punto de contacto entre las disciplinas.
Diseño de interfaz del usuario
Al igual que el diseño de interfaz del usuario y diseño de experiencia, el diseño de interacción a menudo es asociado con el diseño de interfaces de sistema en una variedad de medios de comunicación pero se centra en los aspectos de la interfaz que defina y presente su comportamiento con el tiempo, con un enfoque en el desarrollo el sistema para responder a la experiencia del usuario y no al revés.

## Otras lecturas
- Digital Design Essentials: 100 Ways to Design Better Desktop, Web, and Mobile Interfaces. Rockport Publishers. 2013. ISBN 1-592-53803-7. Digital Design Essentials: 100 Ways to Design Better Desktop, Web, and Mobile Interfaces. Rockport Publishers. 2013. ISBN 1-592-53803-7.
- Windows and Mirrors: Interaction Design, Digital Art, and the Myth of Transparency. Cambridge, Massachusetts: MIT Press. 2008. ISBN 0-262-02545-0. Windows and Mirrors: Interaction Design, Digital Art, and the Myth of Transparency. Cambridge, Massachusetts: MIT Press. 2008. ISBN 0-262-02545-0.
- Experience Prototyping. DIS 2000. 2000. ISBN 1-58113-219-0. Experience Prototyping. DIS 2000. 2000. ISBN 1-58113-219-0.
- Sketching the User Experience. New Riders Press. 2005. ISBN 0-321-34475-8. Sketching the User Experience. New Riders Press. 2005. ISBN 0-321-34475-8.
- Cooper, Alan (1999). The Inmates are Running the Asylum. Sams. ISBN 0672316498. Cooper, Alan (1999). The Inmates are Running the Asylum. Sams. ISBN 0672316498.
- Cooper, Alan; Reimann, Robert; Cronin, David; Noessel, Christopher (2014). About Face (4th edición). Wiley. ISBN 9781118766576. Cooper, Alan; Reimann, Robert; Cronin, David; Noessel, Christopher (2014). About Face (4th edición). Wiley. ISBN 9781118766576.
- Analog In, Digital Out. Berkeley, California: New Riders Press. 2007.Berkeley, California: Analog In, Digital Out. Berkeley, California: New Riders Press. 2007.
- Designing for the Digital Age: How to Create Human-Centered Products and Services. 2009. ISBN 978-0-470-22910-1. Designing for the Digital Age: How to Create Human-Centered Products and Services. 2009. ISBN 978-0-470-22910-1.
- Helander, M, ed. (1997). «What Do Prototypes Prototype?». Handbook of Human–Computer Interaction (2nd edición). Elsevier Science. |editor= y |apellido-editor= redundantes (ayuda)
- Jones, Gary & Mate Marsden: Diseño de Interacción Móvil, John Wiley & Hijos, 2006, ISBN 0-470-09089-8.
- Thoughts on Interaction Design. 2009. ISBN 978-0-12-378624-1. Thoughts on Interaction Design. 2009. ISBN 978-0-12-378624-1.
- Design Research: Methods and Perspectives. MIT Press. 2003. ISBN 0-262-12263-4. Design Research: Methods and Perspectives. MIT Press. 2003. ISBN 0-262-12263-4.
- Tinauli, Musstanser; Pillan, Margherita (2008). "Diseño de interacción y Experiential Factores: Un Estudio de Caso Novel en Papel y Bolígrafo Digitales". Movilidad '08: Proceedings de la Conferencia Internacional en Tecnología Móvil, Aplicaciones, y Sistemas. Nueva York: ACM. doi:10.1145/1506270.1506400. ISBN 978-1-60558-089-0.
- The Design of Everyday Things. New York: Basic Books. 1988. ISBN 978-0-465-06710-7. The Design of Everyday Things. New York: Basic Books. 1988. ISBN 978-0-465-06710-7.
- The Humane Interface. ACM Press. 2000. ISBN 0-201-37937-6. The Humane Interface. ACM Press. 2000. ISBN 0-201-37937-6.
- Designing for Interaction. New Riders Press. 2006. ISBN 0-321-43206-1. Designing for Interaction. New Riders Press. 2006. ISBN 0-321-43206-1.